# Exposició regional de 1882

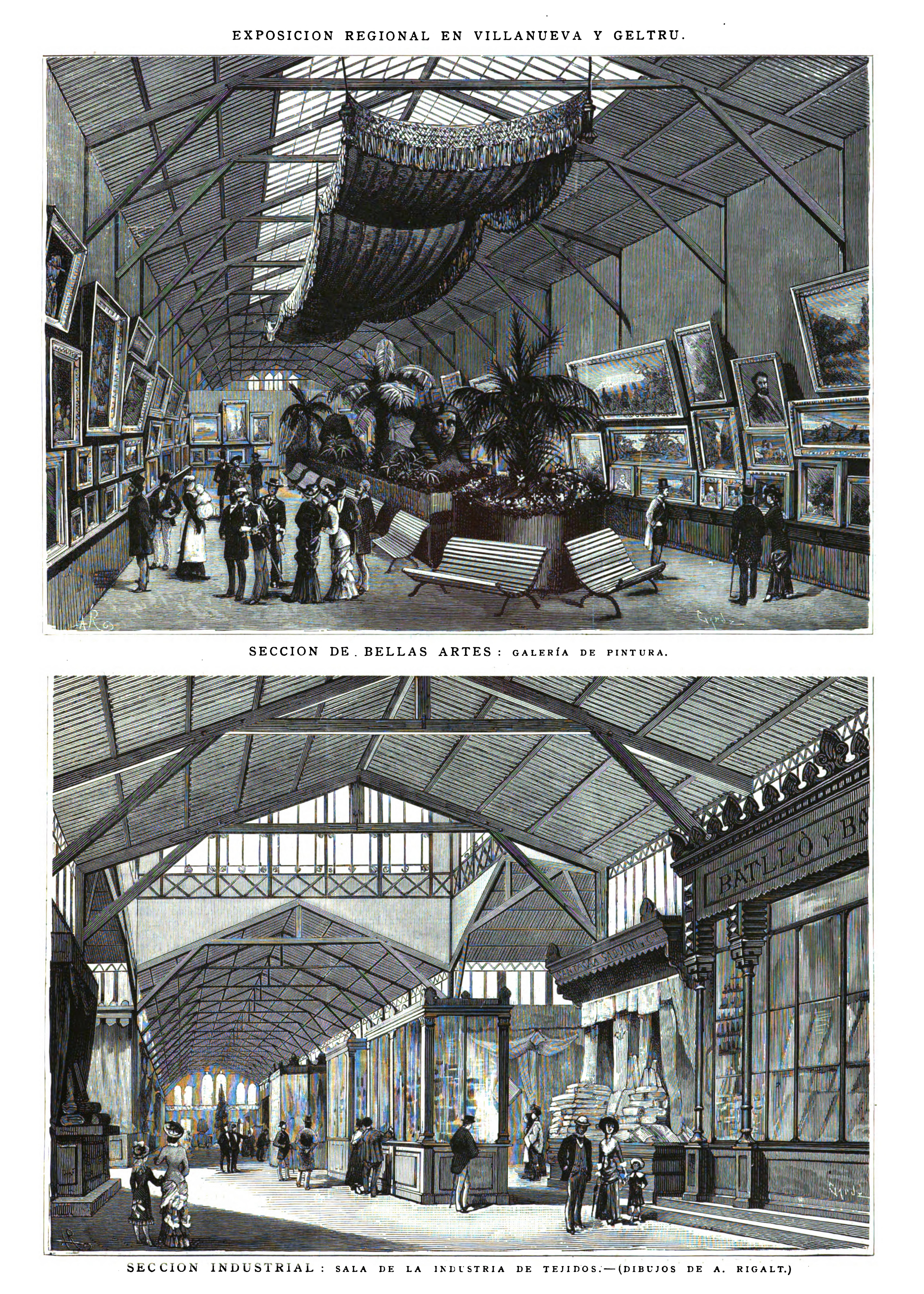

L'Exposició regional de 1882 fou una exposició de caràcter industrial i tècnic que va tenir lloc a Vilanova i la Geltrú el 1882.

## Història
La iniciativa va sorgir a Barcelona el març de 1877, durant una reunió de l'anomenada Unión de Corporaciones, on es va discutir la conveniència o no de construir una mena d'edifici temporal que permetés realitzar exposicions relacionades amb la ciència, l'agricultura, les arts o la indústria. Entre els membres assistents hi havia representants dels organitzadors dels Jocs Florals de Barcelona, de Foment de la Producció Nacional, de diverses acadèmies de professionals liberals (dret, arquitectes...), l'Associació Catalana d'Excursions Científiques i d'altres institucions científiques. També hi va assistir, a títol personal Duran i Bas.
Francesc Gumà va inspirar-se en aquesta reunió i va començar a redactar una proposta. Francesc Lluch i Rafecas se suma al projecte i publica un primer esborrany el 19 de setembre de 1880. Aquell mateix any van començar els contactes amb l'Alcalde de Vilanova i el 20 d'octubre de 1880 el Diario de Villanueva publica la junta organitzadora del projecte: Josep Ferrer i Vidal, Josep Antoni Benach, Eduard Llanas, Teodor Creus i Corominas. Pel que fa als vocals, destaquen el propi Francesc Gumà i Ferran, Casimir Girona, Manuel Tomàs, Demetri Galceran i Bonaventura Pollés. Es tracta d'un grup de prohoms que més endavant col·laborarà també en la creació de la Biblioteca Museu Víctor Balaguer.
Va començar llavors un període on van publicitar i promoure l'esdeveniment arreu, i es va crear una comissió auxiliar per a les tasques que s'havien de realitzar a Barcelona. L'exposició volia ser el mostrador de totes aquelles ciutats que apostaven per la modernitat.
L'arquitecte municipal Bonaventura Pollés va presentar una proposta de plànols i edificis que va ser descartada per la seva complexitat, no sense una llarga negociació. També va resultar polèmica la decisió d'on ubicar l'esdeveniment, plantejant propostes entre els jardins de Girabals (actual fàbrica Pirelli) i després en uns terrenys propers a l'Estació.
Finalment el 1882 el mateix Víctor Balaguer va inaugurar l'exposició. El seu discurs va dir:
| «                 | El lema que guiava als vilanovins y l'origen de l'Exposició era'l consignat ab lletres de pedra en l'edifici del Centre Artesá, ahont en nostra propia llengua s'hi ha escrit lo significatiu lema VOLEM PODEM !salut i gloria donchs als iniciadors d'aquesta Exposició! | » |
| — Victor Balaguer | |   |

Aquest esdeveniment va servir com un assaig de la posterior Exposició Universal de Barcelona de 1888, on molts dels principals impulsors de l'exposició regional hi repetirien càrrec.